# Манастирица (община Призрен)
Вижте пояснителната страница за други значения на Манастирица.
Манастирица е село в географската област Жупа, община Призрен, Призренски окръг, Косово.
Селото е с надморска височина между 910 – 980 метра.
Населението на Манастирица е 2000 – 2500 души, 100% жупци (помаци). Една част от жителите на селото се определят като българи.